# Ökocímke
A környezetbarát védjegyet ökocímkének, környezetbarát termékjelzésnek is szokták nevezni a gyakorlatban.
Az ökocímke rendszert a vásárlók tájékoztatására alakították ki, annak érdekben, hogy a környezetbarát termék és a környezettudatos fogyasztó minél könnyebben egymásra találjon. A címkét csak a piacon fellelhető leginkább környezetbarát termékek viselhetik, független szervezet általi tanúsítási eljárás után. Az ökocímkék megszerzése önkéntes, a megfeleléshez a termék minden tulajdonságára vonatkozó követelményeknek kell megfelelni (vagyis életciklus-elemzésen alapul). Az ökocímke elnyerésére gyártók, forgalmazók, szolgáltatók pályázhatnak.

## Környezeti címkék
A környezetbarát védjegyek alkalmazása a termékek és szolgáltatások környezetvédelmi célú megkülönböztetésének a gyakorlati módszere, mely egyre inkább elterjed a fejlett országokban és fontos szerepet tölt be az Európai Unióban is.
A védjegyek a termékeken jelölések formájában jelennek meg, amelyek használati joga pályázat útján nyerhető el és melyek a jelölt termékek kedvező környezeti tulajdonságait tanúsítják. Az ökocímkéket nemzeti vagy regionális szervezetek által irányított minősítési eljárás során ítélik oda a termelőknek, hogy azok olyan termékeik vagy szolgáltatásaik esetében használhassák azokat, amelyek megfelelnek egy előre felállított, szigorú minősítési feltételrendszernek.
A környezetbarát jelölések előnyös megkülönböztetésben részesítik a minősített árukat, mivel kihangsúlyozzák azok kedvezőbb környezeti tulajdonságait, a többi hasonló funkciót betöltő termékkel vagy szolgáltatással összehasonlítva. a címkék alkalmazása önkéntes, illetve az, hogy csak a kiemelkedő jellemzőkkel bíró termékek és szolgáltatások esetében alkalmazhatóak.
A Nemzetközi Szabványügyi Szervezet (ISO) három különböző kategóriába sorolja a környezetvédelmi címkéket és nyilatkozatokat a tanúsítási eljárás alapján: I-es, II-es és III-as típus. A szervezet három szabványt dolgozott ki ezekre a címketípusokra, melyek közül az ökocímkék az I-es típus kategóriának felelnek meg. Az I-es típusú környezetvédelmi címkékkel és nyilatkozatokkal az ISO 14024:1999: Környezeti címkék és nyilatkozatok – Környezeti címkézés I típus – Alapelvek és eljárások szabvány foglalkozik. E nemzetközi szabvány a harmadik fél általi, tanúsító címkézési programok szerint követendő környezeti kritériumok kiválasztásának és kidolgozásának irányelveit és ajánlásait írja le. Ez a típus alkalmas leginkább a zöld beszerzések kapcsán a megfelelőség bizonyítására. Ilyenek például az EU Margaréta, Kék Angyal, Északi Hattyú és a TCO címke.
Léteznek az I- es típushoz hasonló címkék is, melyek esetében csak annyi a különbség, hogy egyetlen tulajdonságra koncentrálnak. Ilyen például az Energy Star címke vagy a kötelező EU energia címke is.
A II-es típusba tartoznak azok a címkék melyeket a gyártók saját hatáskörben, harmadik fel általi tanúsítás nélkül, általában a termek egy tulajdonságára vonatkozóan alakítanak ki. Ezeknek leginkább marketing vonatkozásai vannak, de a hitelességre ezeknél a címkéknél is figyelmet kell fordítani, hiszen a vásárlók megtévesztése nem lehet hosszú távú stratégia.
A III-as típusba (nem is címkék a szó szoros értelmében) azok az EPD-nek nevezett (Environmental Product Declaration) termék adatlapok tartoznak, melyeket a gyártó ad ki és részletes műszaki tulajdonságokat tartalmaznak.

## A védjegyhasználók számára nyújtott előnyök
A környezeti tudatosság fejlődésével egyre több vállalat látja úgy, hogy a környezetbarát védjegyek, az ökocímkék, kiválóan alkalmasak a környezetvédelem és a fenntartható fejlődés érdekében tett erőfeszítéseik fogyasztók felé történő kommunikálására.
Mivel az ökocímkék megkönnyítik a tudatos vásárlói döntéseket. Ezáltal az ökocímkék használata új piaci lehetőséget teremt a vállalatok számára, és eszközt nyújt a környezettudatos vásárlók eléréséhez.
Az ökocímke alkalmazása átfogóan növelheti a pozitív vállalati image-t, mely számokban nem kifejezhető, de mégis nagyon fontos tényező a piaci versenyben.
A vállalatok környezeti teljesítményének javulása mellett, az ökocímkék használata gazdasági előnyöket is jelent a termékeiket védjeggyel megkülönböztetők számára:
- a piacon a megkülönböztető védjegyet viselő termékek kedvezőbb helyzetbe kerülnek, forgalmuk megnövekedhet, ami által a gyártó és a forgalmazó többletbevételhez jut,
- a víz-, levegő-, talajtisztítási, illetve hulladékártalmatlanítási igények csökkenésén keresztül csökken a termékek, illetve szolgáltatások fajlagos önköltsége,
- megtakarítások jelentkezhetnek a reklámköltségek területén a gyártó vagy forgalmazó számára[1]

## Az ökocímkék a fogyasztók szemszögéből
- A környezetre kevésbé káros termékek vásárlásával a fogyasztók hozzájárulnak a környezet megóvásához. Az olyan árujelölések, mint az ökocímkék egyértelmű információt szolgáltatnak a vásárlók számára annak érdekében, hogy megkönnyítsék az azonos használati céllal előállított termékek közül a legkisebb környezeti terhet jelentő termékek, szolgáltatások felismerését.
- Az ökocímke megjelenése a terméken, annak csomagolásán vagy a termékismertetőkben, hitelesen tájékoztatja a vásárlót arról, hogy a termék életútja – a nyersanyagok kitermelésétől, a gyártáson és használaton keresztül a hulladékká válásig – kisebb környezetszennyezéssel jár, mint az azonos funkciójú egyéb termékek, azonos vagy jobb termékminőség mellett.
- A védjegy tehát garanciát jelent a vásárló számára. A garancia alapja, hogy az adott termék vagy szolgáltatás környezeti megfelelősége nem a gyártó vagy forgalmazó saját kinyilatkoztatásán, hanem egy tudományosan megalapozott vizsgálati módszer, az életciklus elemzés segítségével, független szakértői szervezet által kiállított tanúsítványon alapul.
- A környezetbarát védjeggyel ellátott termékek és szolgáltatások köre egyre bővül, és ma már országos viszonylatban is egyre több környezetbarát védjeggyel rendelkező termék található a kereskedelmi forgalomban. A különböző termékcsoportokra vonatkozó minősítési feltételrendszerek számának növekedésével, valamint a védjeggyel ellátott termékek körének bővülésével a fogyasztóknak lehetősége nyílik, hogy vásárlási döntéseiken keresztül tényleges piaci nyomást gyakoroljanak a vállalatok környezeti teljesítményére.[2]

## A nemzeti környezetbarát védjegy rendszer
A magyar környezetbarát termékminősítő rendszer 1994. óta működik, környezetbarát termékjelünk a „Zöld cédrus”. Az ökocímkét csak azok a termékek viselhetik, amelyek a hasonló fogyasztási-használati célzatú egyéb termékekkel való összehasonlításban kitűnnek környezetbarát mivoltukkal.
Ennek igazolására egy olyan átfogó vizsgálatot kell elvégezni, mely a környezetvédelem általános szempontjai mellett figyelembe veszi a termék minőségi, egészségügyi, használhatósági jellemzőit is.
Adott termékcsoportra, termékre vonatkozó minősítési kritériumokat az Értékmérő és Minősítő Bizottság határozza meg.
Magyarországon 1993 őszén hozott határozatot a Kormány a környezetbarát termékeket megkülönböztető tanúsító rendszer létrehozásáról. A határozat értelmében a környezetvédelmi és területfejlesztési miniszter a 29/1997 (VIII.29.) KTM rendelettel szabályozta a környezetbarát, környezetkímélő megkülönböztető jelzés használatának feltétel-rendszerét, és megalapította a Környezetbarát Termék Nonprofit Kft., melynek feladata a minősítő-tanúsító rendszer működésével kapcsolatos koordináció biztosítása.
2010-ben fogadták el az legutóbbi EU ökocímkerendeletét és bevezetésre került az Unió ökocímke termékminősítő rendszere. Az uniós alapelvek átvétele jogharmonizációs kötelezettséggel járt a nemzeti környezetbarát minősítő rendszerrel való koordináció és kooperáció megteremtésére.
A hatályos 29/1997. (VIII. 29.) KTM rendelet hatálya a Magyarországon gyártott vagy forgalmazott termékekre és szolgáltatásokra terjed ki, vagyis technológiákkal már nem lehet pályázni a környezetbarát védjegy használatának a jogáért. Átvéve az EU szabályozás logikáját, a védjegy használat alól kizárásra kerültek - a gyógyszerek, élelmiszerek, és italáruk körén túl - a nagyon mérgező, mérgező, karcinogén, mutagén, reprodukciót és az utódok fejlődését károsító, és a környezetre veszélyes termékek is, valamint az emberre vagy a környezetre jelentős károsodást okozó eljárással előállított, vagy használata során a fogyasztóra nézve károsító hatású termékek. A minősítési feltételeket a korábbi 3 év helyett 5 évenként vizsgálják felül. A termékek környezetbarát minősítését a minősítési feltételrendszer érvényességi idejére, illetve legfeljebb egy évre lehet elnyerni.

## Néhány hazai, illetve EU-s ökocímke

### Környezetbarát Termék
Magyarországon 1994 óta használt jelzés, mely a termékek környezetbarát vagy környezetkímélő jellegét tanúsítja. A nemzeti Környezetbarát termék minősítő rendszer az EU ökocímke mintájára jött létre. A rendszer célja egyrészt a vállalatok ösztönzése tisztább technológiák alkalmazására és környezetbarát termékek fejlesztésére, valamint az ezek iránti kereslet elősegítése.

### Európai ökocímke
A környezetbarát termékek és szolgáltatások európai védjegye (European Ecolabel), amelyet 1992-ben alapítottak azzal a céllal, hogy ösztönözzék a vállalkozásokat környezetbarát termékek és szolgáltatások piacra vitelére. Ez a címke garantálja a fogyasztóknak a termék kiváló környezeti tulajdonságait és a magas minőségét. Ez a jel valamennyi textíliára, anyagra, fonalra és szálra alkalmazható, ha megfelelnek az EU által támasztott követelményeknek, és felhasználásuk a környezeti behatásokat a minimális szinten tartja.

### Európai uniós ökológiai logó, vagy más néven „eurolevél”

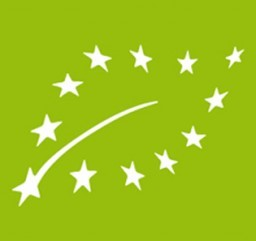
„eurolevél”

2010 óta minden olyan előre csomagolt bioterméken fel kell tüntetni, amely teljes egészében megfelel az EU ökológiai gazdálkodásról szóló rendeletének, és az uniós tagállamokból származik. Importált termékek esetén használata nem kötelező. A címke nagyban segíti a fogyasztókat, hogy könnyebben felismerjék az ökológiai úton előállított élelmiszereket. A logó 2010-ben váltotta föl a korábbi fogazott kör alakú, kék-zöld logót.

### Energiacímke
Osztályozás az energiafogyasztás szerint, A-tól G-ig. 2021 márciusa óta a plusz (+) jelet nem használják. Célja a vevő tájékoztatása, a kisebb üzemköltség és a környezetvédelmi szempontok figyelembevételének lehetősége érdekében. A jelenlegi érvényes EU rendelet szerint ((EU) 2017/1369 RENDELETE) az osztályozás A-tól G-ig terjed (+ fokozatok nélkül). A következő termékeken kötelező (2021-ben):
- villanykörték és lámpák;
- fűtőberendezések és vízmelegítők;
- hűtőszekrények és fagyasztók;
- mosógépek és szárítógépek;
- légkondicionáló berendezések és ventilátorok;
- elektronikus kijelzők, beleértve a televíziókészülékeket is;
- konyhai berendezések;
- gumiabroncsok.

### Magyar Termék
2006-ban, 13 hazai cég összefogásával alakult azzal a céllal, hogy közös költségkeret összeadásával, központi kommunikációval segítse visszaállítani a magyar munkaerő és a magyar termék becsületét. Piaci szereplők általi kezdeményezés, amely szeretné megnyerni a gazdasági döntéshozók támogatását az ország gazdasági eredményének javítása érdekében. Kizárólag olyan terméken találhatjuk meg a címkét, amely végleges formáját Magyarországon nyerte, és a hazai forgalomba hozatal előtt más országban nem került forgalomba.

### Kiváló Magyar Termék

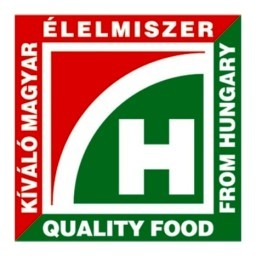
kiváló magyar termék

1998-ban hozták létre, a védjegy célja az élelmiszer-előállítók védelme, a fogyasztók tájékoztatásán keresztül a fogyasztói döntések befolyásolása, az általános élelmiszer-fogyasztási kultúra fejlesztése, az élelmiszergyártók ösztönzése a minőségfejlesztésre és az országimázs erősítése.

### Magyar Termék Nagydíj
Az európai regionális tanúsító védjegyek sorába tartozik. A fogyasztói alapjogoknak, fogyasztóvédelmi és környezetvédelmi előírásoknak megfelelő magas minőségű termékeket, szolgáltatásokat és előállítóikat ismeri el.

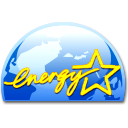
energy star

### Energy Star
Azt mutatja, hogy a termék megfelel az Amerikai Környezetvédelmi Hivatal energiafelhasználási kritériumainak.

### Ügyelj környezeted tisztaságára!

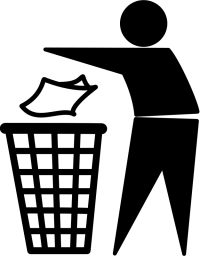
Ügyelj a tisztaságra!

Eredetileg a „Keep Britain Tidy” mozgalom jelképe. A nemzeti hulladékellenes kampány célja a közvetlen lakókörnyezet tisztaságának védelme és az antiszociális viselkedés visszaszorítása volt.

### Állatokon nem tesztelt
Bár 2013 márciusától az Európai Unióban tilos forgalomba hozni állatokon tesztelt kozmetikumokat, nem árt tisztában lennünk ezzel a címkével is.

## Az Európai Unió ökocímke rendszere
Az Európai Közösség legfontosabb környezetpolitikai elvei, a „megelőzés” és „a szennyező fizet” elvek érvényesítésének szándékával a Közösség 4. Környezeti Cselekvési Programjában (1987-1992) kiemelt jelentőséget kapott a tisztább termékekre irányuló politika kidolgozásának igénye. Ezen elvek alapján 1992-ben hatályba lépett a közösségi szintű ökocímke odaítélési rendszeréről szóló 880/92/EGK számú rendelet, amely bevezette a termékek környezeti hatásainak minősítését a teljes életciklust felölelő vizsgálatok alkalmazásával.
A 880/92/EGK rendeletet nyolc év után felváltotta az 1980/2000/EK rendelet, amely megőrizte az előző rendeletben található virág formájú ökocímkét. Ezt a rendeletet tíz év után váltotta fel a 66/2010/EK rendelet. A virágforma megmaradt, ám színes lett, és kiegészült a www.ecolabel.eu webcím feltüntetésével.
Az Uniós ökocímke lehetővé teszi a termelők számára, hogy megmutassák termékeik előnyös környezeti tulajdonságait, a fogyasztók számára pedig, hogy könnyen felismerhessék a hivatalosan is elfogadott ’zöld’ termékeket az egész Unióban.
Az Európai Unió ökocímkéjének előnye abban áll a többi nemzeti címkével szemben, hogy egyszerűsíti, és átláthatóbbá teszi a rendszert, hisz ugyanaz a feltételrendszer vonatkozik az adott termékre az egész Közösségben, függetlenül attól, hogy azt melyik tagállamban állítják elő vagy értékesítik. Így elkerülhető, hogy minden országban külön-külön kelljen pályázni, és jelentős megtakarítások érhetők el a vállalatok számára. Ez azonban nem jelenti azt, hogy az uniós ökocímke rendszer megkérdőjelezné az egyes tagállamokban alkalmazott nemzeti ökocímke rendszerek fenntarthatóságát. A tagállamokban meglévő vagy újonnan bevezetett ökocímke rendszerek továbbra is együtt létezhetnek a közösségi rendszerrel. Ha egy termék a közösségi ökocímkét és a nemzeti címkét egyaránt elnyerte, úgy a terméken ezt a két emblémát egymás mellett kell feltüntetni.

## Környezetbarát védjegyek a világ országaiban
A német Kék Angyal, az első környezeti címke 1978-as bevezetése után egyéb európai és Európán kívüli országok is követték a német példát és saját nemzeti vagy nemzetközi környezeti címkéket vezettek be. Ezen jelölések közös célja a fogyasztók informálása a környezetvédelmi szempontból előnyösebb termékekről, így támogatva a termék-orientált környezetvédelmet.
1994-ben néhány ország ökocímkézési szervezete létrehozta a Világ Ökocímkézési Hálózatát (Global Ecolabelling Network – GEN), egy nonprofit szervezetet, mely a nemzeti ökocímkézési információk cseréjét hivatott elősegíteni. A GEN 26 tagszervezetét jelenleg Belgium, Brazília, Kína, Dánia, Németország, Görögország, az Egyesült Királyság, Hong Kong, India, Izrael, Japán, Kanada, Korea, Horvátország, Luxemburg, Új Zéland, Norvégia, Magyarország, Spanyolország, Svédország (SIS), Svédország (SSNC), Svédország (TCO), Zimbabwe, Thaiföld, a Cseh Köztársaság és az Egyesült Államok ökocímkézési szervezetei alkotják.